# Kryštof Daněk
Kryštof Daněk (* 5. Januar 2003 in Olmütz) ist ein tschechischer Fußballspieler.

## Karriere

### Verein
Nachdem er von 2009 bis 2015 in der Jugend von SK Chválkovice gespielt hatte, zog es Kryštof Daněk zu SK Sigma Olmütz, wo er die weiteren U-Mannschaften durchlief und Anfang 2020 von der U19 in die B-Mannschaft aufrückte. Am 26. Mai 2020 debütierte er für die erste Mannschaft, als er in einer Partie in der 72. Minute für Mojmír Chytil eingewechselt wurde. Ab hier gehörte er fest dem Kader der ersten Mannschaft an. Zur Saison 2022/23 wechselte Daněk zu Sparta Prag. Im September 2023 wurde er an den FK Pardubice verliehen. Zur Saison 2024/25 kehrte er zu Sparta zurück.
Im Februar 2025 wechselte Daněk leihweise zum österreichischen Bundesligisten LASK. Während der Leihe absolvierte er 14 Partien in der Bundesliga, in denen er einmal traf. Im Juli 2025 wurde die Leihe anschließend um eine weitere Saison verlängert.

### Nationalmannschaft
Nach einer Vielzahl an Freundschaftsspielen mit der tschechischen U15 und der U16 kam Daněk auch für die U17 zum Einsatz und spielte ab September 2021 für die U21. Nach mehreren Qualifikations- und Freundschaftsspielen wurde er in den Kader für die U-21-Fußball-Europameisterschaft 2023 nominiert und kam dort in allen Partien der Mannschaft zum Einsatz.